# Futbol'nyj Klub Ural 2020-2021
Questa voce raccoglie le informazioni riguardanti il Futbol'nyj Klub Ural nelle competizioni ufficiali della stagione 2020-2021.

## Stagione
La squadra finì dodicesima in Prem'er-Liga, mentre in Coppa di Russia il cammino si arrestò agli ottavi.

## Maglie
| Manica sinistra · Maglietta · Maglietta · Manica destra · Pantaloncini · Calzettoni | Manica sinistra · Manica sinistra · Maglietta · Maglietta · Manica destra · Manica destra · Pantaloncini · Calzettoni | Manica sinistra · Manica sinistra · Maglietta · Maglietta · Manica destra · Manica destra · Pantaloncini · Calzettoni |

## Rosa
| N. |                     | Ruolo | Calciatore               |
| -- | ------------------- | ----- | ------------------------ |
| 2  | Russia (bandiera)   | D     | Šamsiddin Šanbiev        |
| 4  | Norvegia (bandiera) | D     | Stefan Strandberg        |
| 5  | Russia (bandiera)   | C     | Andrej Egoryčev          |
| 6  | Polonia (bandiera)  | C     | Rafał Augustyniak        |
| 7  | Russia (bandiera)   | A     | David Karaev             |
| 8  | Russia (bandiera)   | C     | Roman Emel'janov         |
| 9  | Russia (bandiera)   | A     | Pavel Pogrebnyak         |
| 10 | Romania (bandiera)  | C     | Eric Bicfalvi            |
| 11 | Russia (bandiera)   | C     | Dmitrij Efremov          |
| 13 | Ucraina (bandiera)  | D     | Ihor Kalinin             |
| 14 | Russia (bandiera)   | C     | Jurij Bavin              |
| 15 | Ucraina (bandiera)  | D     | Denys Kulakov (capitano) |
| 17 | Kosovo (bandiera)   | A     | Ylldren Ibrahimaj        |
| 18 | Serbia (bandiera)   | C     | Branko Jovičić           |
| 19 | Croazia (bandiera)  | C     | Danijel Miškić           |
| 20 | Russia (bandiera)   | A     | Andrej Panjukov          |
| 21 | Russia (bandiera)   | C     | Vjačeslav Podberëzkin    |

| N. |                        | Ruolo | Calciatore           |
| -- | ---------------------- | ----- | -------------------- |
| 22 | Russia (bandiera)      | A     | Arsen Adamov         |
| 25 | Russia (bandiera)      | D     | Ivan Kuz'mičev       |
| 28 | Russia (bandiera)      | P     | Ivan Konovalov       |
| 30 | Russia (bandiera)      | C     | Aleksej Evseev       |
| 31 | Russia (bandiera)      | P     | Jaroslav Godzjur     |
| 35 | Bielorussia (bandiera) | D     | Mikalaj Zolataŭ      |
| 40 | Russia (bandiera)      | D     | Ramazan Gadžimuradov |
| 44 | Russia (bandiera)      | D     | Vladimir Rykov       |
| 55 | Russia (bandiera)      | A     | Artëm Maksimenko     |
| 58 | Paesi Bassi (bandiera) | C     | Othman El Kabir      |
| 69 | Russia (bandiera)      | C     | Artëm Šabolin        |
| 77 | Russia (bandiera)      | P     | Oleg Baklov          |
| 93 | Russia (bandiera)      | D     | Aleksej Gerasimov    |
| 95 | Russia (bandiera)      | C     | Čingiz Magomadov     |
| 98 | Russia (bandiera)      | D     | Islamžan Nasyrov     |
| 99 | Russia (bandiera)      | A     | Evgenij Tatarinov    |

## Risultati

### Campionato
| Ekaterinburg 10 agosto 2020, ore 17:00 1ª giornata | Ural | 0 – 2 referto | Dinamo Mosca | Stadio Centrale (3 420 spett.) |

| Kazan' 15 agosto 2020, ore 15:30 2ª giornata | Rubin | 1 – 1 referto | Ural | Kazan Arena (4 088 spett.) |

| Ekaterinburg 19 agosto 2020, ore 16:00 3ª giornata | Ural | 1 – 1 referto | Lokomotiv Mosca | Stadio Centrale (5 072 spett.) |

| Ekaterinburg 22 agosto 2020, ore 14:00 4ª giornata | Ural | 1 – 0 referto | Krasnodar | Stadio Centrale (5 816 spett.) |

| Rostov sul Don 26 agosto 2020, ore 20:30 5ª giornata | Rostov | 1 – 0 referto | Ural | (11 353 spett.) |

| Soči 30 agosto 2020, ore 20:00 6ª giornata | Soči | 0 – 0 referto | Ural | Stadio olimpico Fišt (3 942 spett.) |

| Ekaterinburg 12 settembre 2020, ore 16:30 7ª giornata | Ural | 3 – 1 referto | Chimki | Stadio Centrale (6 037 spett.) |

| Ekaterinburg 19 settembre 2020, ore 16:30 8ª giornata | Ural | 1 – 1 referto | Zenit San Pietroburgo | Stadio Centrale (13 488 spett.) |

| Groznyj 27 settembre 2020, ore 16:30 9ª giornata | Achmat Groznyj | 2 – 0 referto | Ural | Achmat Arena (4 961 spett.) |

| Ekaterinburg 3 ottobre 2020, ore 16:30 10ª giornata | Ural | 0 – 2 referto | CSKA Mosca | Stadio Centrale (15 102 spett.) |

| Tula 18 ottobre 2020, ore 14:00 11ª giornata | Arsenal Tula | 1 – 0 referto | Ural | Stadio Arsenal (4 230 spett.) |

| Ekaterinburg 25 ottobre 2020, ore 14:00 12ª giornata | Ural | 0 – 0 referto | Tambov | Stadio Centrale (3 427 spett.) |

| Ufa 1º novembre 2020, ore 12:00 13ª giornata | Ufa | 1 – 2 referto | Ural | Stadio Neftjanik (2 569 spett.) |

| Ekaterinburg 7 novembre 2020, ore 14:00 14ª giornata | Ural | 2 – 2 referto | Spartak Mosca | Stadio Centrale (9 669 spett.) |

| Volgograd 22 novembre 2020, ore 16:30 15ª giornata | Rotor | 0 – 0 referto | Ural | Volgograd Arena (4 050 spett.) |

| Ekaterinburg 29 novembre 2020, ore 12:00 16ª giornata | Ural | 1 – 0 referto | Soči | Stadio Centrale (2 058 spett.) |

| San Pietroburgo 5 dicembre 2020, ore 19:00 17ª giornata | Zenit San Pietroburgo | 5 – 1 referto | Ural | Stadio San Pietroburgo (1 184 spett.) |

| Mosca 13 dicembre 2020, ore 19:00 18ª giornata | CSKA Mosca | 2 – 2 referto | Ural | VĖB Arena (4 315 spett.) |

| Saransk 18 dicembre 2020, ore 18:00 19ª giornata | Tambov | 1 – 1 referto | Ural | Mordovia Arena (0 spett.) |

| Krasnodar 28 febbraio 2021, ore 19:00 20ª giornata | Krasnodar | 2 – 2 referto | Ural | Stadio FK Krasnodar (7 034 spett.) |

| Ekaterinburg 7 marzo 2021, ore 14:00 21ª giornata | Ural | 0 – 0 referto | Ufa | Stadio Centrale (4 575 spett.) |

| Ekaterinburg 12 marzo 2021, ore 12:00 22ª giornata | Ural | 1 – 0 referto | Rotor | Stadio Centrale (3 717 spett.) |

| Mosca 18 marzo 2021, ore 19:00 23ª giornata | Spartak Mosca | 5 – 1 referto | Ural | Stadio olimpico Fišt (10 170 spett.) |

| Ekaterinburg 4 aprile 2021, ore 14:00 24ª giornata | Ural | 2 – 0 referto | null | Stadio Centrale (7 526 spett.) |

| Mosca 11 aprile 2021, ore 16:30 25ª giornata | Dinamo Mosca | 2 – 2 referto | Ural | Stadio Dinamo (10 058 spett.) |

| Ekaterinburg 18 aprile 2021, ore 12:00 26ª giornata | Ural | 0 – 1 referto | Rubin | Stadio Centrale (10 739 spett.) |

| Ekaterinburg 24 aprile 2021, ore 14:00 27ª giornata | Ural | 1 – 1 referto | Achmat Groznyj | Stadio Centrale (8 697 spett.) |

| Chimki 2 maggio 2021, ore 14:00 28ª giornata | Chimki | 1 – 0 referto | Ural | Arena Chimki (1 505 spett.) |

| Ekaterinburg 10 maggio 2021, ore 16:30 29ª giornata | Ural | 1 – 0 referto | Rostov | Stadio Centrale (12 948 spett.) |

| Mosca 16 maggio 2021, ore 14:00 30ª giornata | Lokomotiv Mosca | 1 – 0 referto | Ural | RŽD Arena (11 774 spett.) |

### Coppa di Russia
| Ekaterinburg 16 settembre 2020, ore 16:00 Fase a gironi - 1ª giornata | Volga Ul'janovsk | 0 – 3 referto | Ural | Stadio Trud |

| Domodedovo 21 ottobre 2020, ore 13:00 Fase a gironi - 2ª giornata | Veles Mosca | 1 – 3 referto | Ural | Avangard Stadium |

| Ufa 3 marzo 2021, ore 10:00 Ottavi di finale | Ufa | 3 – 0 referto | Ural | Stadio Neftjanik (1 672 spett.) |